# Либерман, Шаул
Либерман Шаул (1898, Мотоль — 22 марта 1983, США) — комментатор и исследователь талмудической литературы. Лауреат Государственной премии Израиля.

## Биография
Родился в местечке Мотоль в Белоруссии в семье раввина Мойше Либермана и Либы Каценеленбоген-Эпштейн — дочери раввина Кобрина Шоула Каценеленбогена. Учился в Слободской иешиве, в Киевском университете и Университете Нанси.
В 1927 году эмигрировал в Эрец-Исраэль. Поселившись в Иерусалиме продолжил своё обучение в Еврейском университете (с 1928 года; получил первую ученую степень в 1931 году), где затем преподавал Талмуд. В период с 1935 по 1940 год возглавлял "Институт талмудических исследований имени Х. Фишела" в Иерусалиме.
В 1940 году получил должность в "Раввинской семинарии имени Шехтера" в Нью-Йорке, где Либерман был назначен профессором, с 1949 года — деканом, в 1958 году — ректором. На протяжении многих лет был президентом Американской академии еврейских исследований, членом Национальной академии наук США, членом Израильской академии наук и почетным членом Академии языка иврит. В 1971 году был удостоен Государственной премии Израиля в области иудаики, в этом же году был награждён премией Харви. Лауреат премии Бялика (1957).

Основные труды — научное издание текста Тосефты и сочинение «Тосефта ки-фшута» - "תוספתא כפשוטה" («Тосефта в популярном изложении») — многотомное комментированное издание Тосефты.
Либерман скончался 22 марта 1983 года во время перелёта из Нью-Йорка в Израиль.

### Семья
Первая жена Либермана  - Рахиль была внучкой И. И. Л. Перельмана, вторая жена — Иехудит (умерла в 1977) — дочь М. Бар-Илана.
Двоюродный брат Либермана — Авраам Йешаяу Карелиц.